# Condado de Villada
El condado de Villada es un título nobiliario español, creado el 26 de mayo de 1625 por el rey Felipe IV de España a favor de Enrique Enríquez Pimentel y Guzmán.

## Historia de los condes de Villada
- Enrique Enríquez Pimentel y Guzmán (c. 1600-29 de junio de 1663), I conde de Villada,[3] V marqués de Távara,[2][3] señor de Villafáfila, Villavicencio, Riaño, Solio y de la Puebla, gentilhombre de Felipe IV, caballero de la Orden de Alcántara, virrey de Sicilia y de Navarra y gobernador de Galicia. Era hijo de Antonio Pimentel y Álvarez de Toledo, IV marqués de Távara[4], caballero de la Orden de Alcántara, gentilhombre de cámara de Felipe III, virrey y capitán general de Valencia, y de Isabel de Moscoso y Sandoval.[2][3]

Casó en primeras nupcias con Francisca de Córdoba y Rojas, hija de Luis Fernández de Córdoba Cardona de Aragón y Recquesens, VIII conde de Cabra, VIII vizconde de Iznájar, VI duque de Sessa, IV duque de Baena, V duque de Soma, VII conde de Palmós, VI conde de Trivento, etc., y de su primera esposa Mariana de Rojas, IV marquesa de Poza. En segundas nupcias, casó con Antonia Hurtado de Mendoza y Moscoso de Osorio (m. 1652), hija de Lope de Moscoso y Hurtado de Mendoza, IV marqués de Almazán, VIII conde de Monteagudo de Mendoza. Sin sucesión de este su segundo matrimonio. Contrajo un tercer matrimonio con Ana Francisca de Borja Centelles Doria y Colonna, hija de Francisco de Borja Aragón y Centelles Doria, VIII duque de Gandía, IV marqués de Lombay, VIII conde de Oliva y de Artemisia Doria, hija de Andrea II Doria VII príncipe di Melfi. Le sucedió, de su primer matrimonio, su hija:
- Ana María Pimentel y Córdoba (m. 16 de marzo de 1686), II condesa de Villada[7] y VI marquesa de Távara.[3]

Casó con Francisco Fernández de Córdoba Cardona y Recquesens, VIII duque de Sessa, etc. Le sucedió su hijo:
- Antonio Fernández de Córdoba y Pimentel, III conde de Villada.[3]  Falleció en la infancia en Barcelona.[8] Le sucedió su hermana:

- Luisa Pimentel y Fernández de Córdoba, IV condesa de Villada[5] y VII marquesa de Távara.[5][9] Renunció a los títulos cuando profesó como carmelita descalza[5] en el monasterio de San José en Toledo.[8] Le sucedió su hermana:

- Teresa Pimentel y Fernández de Córdoba (m. febrero de 1694),[8] V condesa de Villada.[10][b] Renunció a los títulos cuando profesó como carmelita descalza[10] en el mismo monasterio de su hermana Luisa.[8] Le sucedió su hermana:

- Ana María Manuela Fernández de Córdoba Pimentel y Fernández de Córdoba (Madrid, 17 de junio de 1688-Tordesillas, 22 de febrero de 1726), VI condesa de Villada[10] y VIII marquesa de Távara en 1705.[11]

Casó en primeras nupcias el 1 de agosto de 1687 con su primo hermano, Antonio José Álvarez de Toledo y Fernández de Córdoba, hijo de Fadrique Álvarez de Toledo Osorio y Ponce de León, IV duque de Fernandina, II marqués de Villanueva de Valdueza, etc. Contrajo un segundo matrimonio con Valerio Antonio de Zúñiga y de Ayala, VIII marqués de Aguilafuente. Casó en terceras nupcias con Gaspar de la Cerda y de Leiva. Sin sucesión de este matrimonio. Le sucedió, de su primer matrimonio, su hijo:
- Juan José Isidro de Toledo y Pimentel (m. 22 de agosto de 1690), VII conde de Villada.[10]  Sin descendencia, le sucedió su hermano:

- Manuel de Toledo y Pimentel (n. 20 de febrero de 1692), VIII conde de Villada.[10]  Muerto en la infancia, le sucedió su hermano:

- Francisco de Toledo y Pimentel Fernández de Córdoba, IX conde de Villada[14] que efectuó las pruebas para acceder a la Orden de Santiago en 1707.[15]

Casó el 15 de agosto de 1709, siendo su primer marido, con Catalina Ventura de Portugal, VIII duquesa de Veragua.  Sin descendencia, le sucedió su hermano:
- Miguel Ignacio de Toledo Pimentel y Fernández de Córdoba (m. 11 de febrero de 1735), X conde de Villada[10] y IX marqués de Távara.[9]

Casó con en primeras nupcias con María Teresa Toledo Osorio y Moncada y en segundas con María Francisca de Silva y Gutiérrez de los Ríos, que en vida se hacía llamar María Teresa de Silva Hurtado de Mendoza y Sandoval de la Vega y Luna, XI duquesa del Infantado, VII duquesa de Pastrana, VII duquesa de Estremera, IX duquesa de Lerma, marquesa de Santillana, etc. Le sucedió su hijo de su segundo matrimonio:
- Pedro Alcántara Álvarez de Toledo y Silva (27 de noviembre de 1729-Fráncfort, 2 de junio de 1790), XI conde de Villada,[16] X marqués de Távara,[17] XII duque del Infantado, VIII duque de Pastrana, X duque de Lerma, XIII marqués de Santillana, marqués del Cenete, conde del Real de Manzanares, conde de Saldaña, príncipe de Eboli, príncipe de Melito, etc.

Casó en primeras nupcias con Francisca Javiera de Velasco y Tovar, hija de Bernardino Fernández de Velasco Pimentel, XI duque de Frías, XV conde de Alba de Liste etc. Contrajo un segundo matrimonio con la princesa María Anna von Salm-Salm. Le sucedió, de su segundo matrimonio, su hijo:
- Pedro Alcántara Álvarez de Toledo y Salm-Salm (Madrid, 20 de julio de 1768-Madrid, 27 de noviembre de 1841),[16] XII conde de Villada,[18] XI marqués de Távara,[17] XI duque de Osuna, XIII duque del Infantado, IX duque de Pastrana, XI duque de Lerma, etc. Sin descendientes. Le sucedió su sobrino nieto:

- Pedro de Alcántara Téllez-Girón y Beaufort Spontin (Cádiz, 10 de septiembre de 1810-Madrid, 25 de agosto de 1844), XIII conde de Villada,[19] XII marqués de Távara,[20] XII duque de Osuna, XIV duque del Infantado, XIV duque de Benavente, XIIV duque de Béjar,XIV duque de Plasencia, XV duque de Gandía, XI duque de Mandas y Villanueva, XIII duque de Arcos, XII duque de Lerma, duque de Estremera, XI duque de Francavilla, XV duque de Medina de Rioseco, etc. Soltero, sin descendientes. Le sucedió su hermano:

- Mariano Téllez-Girón y Beaufort Spontin (1814-2 de junio de 1882), XIV conde de Villada,[19] XIII marqués de Távara,[20] llamado «el gran duque de Osuna», por los cincuenta y dos títulos de nobleza que reunió su persona y fue catorce veces grande de España.[21]

Casó con la princesa alemana Leonor Crescencia de Salm-Salm. Sin descendientes. A su muerte, sus títulos fueron repartidos entre numerosos familiares, algunos de ellos lejanos.
- Manuel Álvarez de Toledo y Lesparre Salm-Salm y Silva (Guadalajara, 28 de octubre de 1805-Pau, Feancia, 26 de enero de 1886), XV Conde de Villada,[22] duque de Estremera, XIII duque de Francavilla.[22] Hijo natural de Pedro Alcántara Álvarez de Toledo y Salm-Salm, IX duque de Pastrana, nacido de su relación con Manuela Silva Lesparre, fue legitimado en 1885.

Casó con Dionisia Vives y Zires, II condesa de Cuba. Sin descendencia.
- María de las Mercedes de Arteaga y Echagüe (1869-26 de junio de 1948), XVI condesa de Villada,[18] XVII condesa de Bañares, XVII marquesa de Argüeso, XVI marquesa de Campoo.[18] Le fue concedida la Dignidad de grande de España (personal) por Alfonso XIII.

Casó con Luis Morenés y García-Alessón, I marqués de Bassecourt. Le sucedió su hijo:
- Luis Morenés y de Arteaga (San Sebastián, 29 de noviembre de 1903-¿?), XVII conde de Villada (real orden 8 de mayo de 1927)[18] II marqués de Bassecourt, XVIII marqués de Argüeso, grande de España (personal).[18]

Casó con María del Socorro Areces y Méndez de Vigo. Le sucedió su hijo:
- Luis Morenés y Areces, XVIII conde de Villada,[18] III marqués de Bassecourt, XIX marqués de Argüeso, grande de España (personal).[18]

Casó con Silvia Sanchíz y Zuazo. Le sucedió, por cesión, su hijo:
- Luis Morenés y Sanchiz (n. San Sebastián, 24 de octubre de 1963), XIX conde de Villada,[18] XX marqués de Argüeso, grande de España (personal)[18] y V conde de Ulloa de Monterrey.[23]